# Mark Williams (aktor)
Mark Williams (ur. 22 sierpnia 1959 w Bromsgrove) – brytyjski aktor, znany przede wszystkim z roli Artura Weasleya w serii filmów o Harrym Potterze, a następnie z serialu o ojcu Brownie. Na kanale Discovery prowadzi program Wybuchowe historie Marka Williamsa.

## Filmografia
- 1982: Uprzywilejowany – Wilf
- 1988: Stuff (serial TV)
- 1988: Siła smoka – Ray
- 1990: Kinsey (serial TV) – Danny
- 1994: Parada humoru (serial TV)
- 1994: Książę Jutlandii – Aslak
- 1996: 101 dalmatyńczyków – Horacy
- 1997: Pożyczalscy – Exterminator Jeff
- 1998: Zakochany Szekspir – Wabash
- 1999: Co się przydarzyło Haroldowi S? – Roland Thornton
- 2000: Happy Birthday Shakespeare – Ted
- 2000: Anderson – Anderson
- 2000: The Strangerers (serial TV) – kadet Flynn
- 2001: Jumpers for Goalposts (serial TV) – Tommy Stein
- 2001: Damy i bandyci (High Heels and Low Lifes) – detektyw Tremaine
- 2001: Druga gwiazdka na lewo (Second Star to the Left) (animowany TV) – Duke (głos)
- 2002: Anita i Ja (Anita and Me) – wielebny „wujek” Adam
- 2002: Harry Potter i Komnata Tajemnic – Artur Weasley
- 2003: Grass (serial TV) – Ben
- 2003: Star (serial TV)
- 2004: Harry Potter i więzień Azkabanu – Artur Weasley
- 2004: Agent Cody Banks 2: Cel Londyn (Agent Cody Banks 2: Destination London) – inspektor Crescent
- 2004: Carrie and Barry (serial TV) – Kirk
- 2005: Harry Potter i Czara Ognia – Artur Weasley
- 2005: Help (serial TV)
- 2005: Tristram Shandy: Wielka ściema – Ingoldsby
- 2007: Harry Potter i Zakon Feniksa – Artur Weasley
- 2007: Gwiezdny pył – ludzka postać kozła Billy’ego
- 2009: Harry Potter i Książę Półkrwi – Artur Weasley
- 2010: Harry Potter i Insygnia Śmierci. Część I – Artur Weasley
- 2010: Harry Potter i Insygnia Śmierci. Część II – Artur Weasley
- 2012: Doktor Who - Brian Williams (odcinek 7x02 oraz 7x04)
- 2013: Ojciec Brown (serial TV)

## Nagrody
- Nagroda Gildii Aktorów Ekranowych Najlepszy filmowy zespół aktorski za film Zakochany Szekspir w 1999 roku